# Contre-acte
Le contre-acte est un exercice littéraire né dans l'entourage de la revue Le Corps du texte.
Héritier lointain du cadavre exquis, le contre-acte a pour particularité de proposer à deux protagonistes de créer leur pièce de théâtre à l'intérieur de la vie quotidienne, en improvisant leurs dialogues. Mais ceux-ci sont régis par une règle particulière, dite de suscitation des possibles : au lieu de circonscrire une histoire, une intervention d'un acteur consiste à donner un autre sens à la précédente phrase, comme la précédente phrase donnait un autre à celle qui la précédait.
En ce sens, les contre-actes ne sont pas des petites pièces de théâtre mais des pieces of theatre, des morceaux de théâtre qui posent, à chaque actualisation, les questions de l'essence de l'acte (au sens théâtral), du rôle de l'acteur, de ce que doit être une scène (dans tous les sens du terme), de ce qui doit mettre fin à la représentation.
Certains ont voulu donner au contre-acte une orientation critique, essayant d'en tirer une critique cohérente de la représentation.